# 麻城戰鬥
麻城戰鬥發生於1931年元月26日－2月1日，地點則是在中國鄂東南。是國共內戰前期主要戰鬥之一。該戰鬥交戰一方為中華民國國民革命軍，另一方則為中國共產黨所領導之中國工農紅軍。